# Comportamiento sexual no-reproductivo en animales
El comportamiento sexual no reproductivo consiste en actividades sexuales hechas por animales y que no llevan a la reproducción de la especie. Si bien la procreación continúa siendo la explicación principal del comportamiento sexual en los animales, observaciones recientes sobre el comportamiento animal han dado como resultado razones alternativas para la participación de los animales en actividades sexuales. Se ha observado que algunos animales practican el sexo por razones de interacción social, para demostrar dominancia, para dar escape a la agresión, para intercambiar materiales importantes y por estimulación sexual. Entre las actividades sexuales no conducentes a la procreación que se han observado se encuentran la monta no copulatoria (es decir, sin penetración o hecha por parte de la hembra), el sexo oral, la estimulación genital, la estimulación anal, apareamiento entre especies y los actos de afecto. También se han registrado observaciones de animales en comportamientos homosexuales, demostrando que son parte natural de la vida de muchos reptiles, insectos y vertebrados, entre ellos los leones.
También se han observado relaciones sexuales con animales muertos y relaciones sexuales con menores.

## Interacción social y vínculo afectivo
Se sabe que los leones tienen sexo también para crear vínculos e interactuar. Los leones viven en un grupo social conocido como manada que consta de 2 a 18 hembras y 1 a 7 machos. Las hembras que están en estas manadas nacen en ellas. Los machos, en cambio, entran en la manada provenientes de otras manadas. El éxito reproductivo de cada macho en particular depende así de la cantidad de machos que haya en su grupo social. Los machos crean coaliciones y buscan manadas que conquistar. Las coaliciones exitosas usualmente generan fuertes vínculos entre sus miembros y logran conquistar las manadas. Una vez que ganan en una competencia, todos los machos actuales de la manada son expulsados y deben ir a buscar otra. Mientras buscan otra manada, estos machos suelen mostrar comportamientos sexuales entre ellos, lo que crea un fuerte vínculo en esta nueva coalición creada.
El sexo es también una forma básica de comunicación en la vida de los bonobos. Parece hacer parte de todo, desde las simples expresiones de afecto hasta el establecimiento de la dominación. Se ha observado que las hembras bonobos tienen actividades sexuales para crear vínculos con bonobos dominantes. Habiendo creado este vínculo con el macho, comparten comida entre ellas y dejan de competir. Todos los miembros del grupo son parejas sexuales en potencia, los machos tienen actividad sexual con otros machos, e igualmente las hembras con otras hembras. Estos vínculos que se establecen entre las hembras sirven para protegerlas de los machos, de manera que si un macho intenta acosar a una hembra, las demás hembras la ayudan a defenderse gracias a los fuertes vínculos que las unen.

## Agresión
Varias especies en todo el reino animal recurren a la actividad sexual como una manera de resolver desacuerdos. Los bonobos son una especie ampliamente conocida por usar el comportamiento sexual para aliviar la agresión entre sus miembros. El sexo hace parte de la rutina diaria y de la vida social de los bonobos. A diferencia de otros primates, en los bonobos la agresión es sustituida por el sexo. La frecuencia de actividad sexual en los bonobos es muy alta y, sin embargo, su tasa de reproducción es la misma que la de un chimpancé.
En un estudio centrado en agresión en estos primates, los investigadores querían observar bonobos en conflicto. La manera en la cual los bonobos se enfrentaban y resolvían sus conflictos era una de las principales preocupaciones de este estudio. Estos investigadores encontraron que después de que un grupo de bonobos participaran en una acalorada pelea física, los dos primates implicados en la lucha se abrazaron y se dieronn un beso en la boca. Los investigadores describieron esta acción como una demostración de cariño y reconciliación.
También se ha registrado interacción sexual en hembras bonobos para evitar agresiones. Cuando tiene hambre, una hembra bonobo se acerca a un macho y tienen actividad sexual para evitar la agresión. Tras su rápida actividad sexual, la hembra toma una porción de la comida del macho, sin que este demuestre ninguna forma de agresión hacia la hembra.

## Causas próximas
Es difícil determinar el nivel de conciencia en diferentes especies. Comportamientos aprendidos que se han demostrado en laboratorios han brindado una buena fuente de evidencia acerca de que los animales tienen instintos y un sistema de recompensa. El comportamiento de animales de laboratorio demuestra una experiencia mental en la cual los instintos del animal le indican que de realizar una determinada acción, recibirá lo que necesita. Por ejemplo, las ratas de laboratorio presionam una palanca si «saben» que al hacerlo caerá comida en un comedero. No se necesita conciencia para ello, pero parece funcionar de acuerdo con un sistema de recompensa. La rata de laboratorio ha aprendido la acción requerida para ser alimentada.
Estudios neurocientíficos han demostrado que el placer y el disgusto son un componente importante en la vida de los animales. Se ha establecido que el mecanismo límbico cerebral que genera reacciones es muy similar a lo largo de todas las especies de mamíferos. Muchos estudios se han concentrado en el sistema cerebral de recompensa y cuán similar es a lo largo de muchos mamíferos. A través de una extensa investigación, los científicos han podido concluir que el sistema cerebral de recompensa en los otros vertebrados es extremadamente similar al de los humanos. El mecanismo central de reacción ante el placer es significativamente importante para animales no humanos y humanos. 

### Estudios de caso
Un estudio de caso con macacas japonesas hembras se llevó a cabo para encontrar evidencia de posibles orgasmos copulatorios femeninos. A lo largo del estudio, la frecuencia de orgasmos no se correlacionó con la edad de las macacas japonesas o su rango. Los investigadores observaron que cuanto mayor era el número de empujes pélvicos, más duraba la cópula. Hubo una respuesta orgásmica en 80 de las 240 macacos japoneses estudiadas.

### Sistema de recompensa
Perspectivas evolutivas han sugerido que el sistema de recompensa hace parte del mecanismo próximo que subyace al comportamiento. En tanto los animales poseen un sistema cerebral de recompensa, están motivados para comportarse de diferentes maneras por el deseo y tal comportamiento es reforzado por el placer. Los animales establecen seguridad alimentaria, refugio, contacto social y apareamiento como mecanismos próximos, ya que si no cubren estas necesidades no sobrevivirán.
Todos los vertebrados comparten similitudes en estructura corporal: todos tienen esqueleto, sistema nervioso, circulatorio, digestivo y excretor. De manera similar a los seres humanos, los animales no humanos también tienen sistemas sensoriales. El sistema sensorial es responsable de los cinco sentidos básicos, desde el tacto hasta el gusto. La mayor parte de las respuestas fisiológicas y bioquímicas que se encuentran en otras especies animales se encuentran también en humanos. Los neurofisiólogos no han encontrado ninguna diferencia fundamental entre la estructura y función de las neuronas y sinapsis entre humanos y otros animales.

#### Estudio de caso
Estudios recientes empleando tomografías por emisión de positrones (PET) e imágenes por resonancia magnética (IRM) han encontrado evidencia que demuestra que cambios químicos que ocurren con las emociones son similares entre humanos y otras especies animales. En un estudio en el que se compararon conejillos de Indias y humanos, se determinó que la angustia experimentada por la separación de las crías en un conejillo de Indias y la de un ser humano que atraviesa depresión activa la misma región cerebral. También se examinaron receptores de opiáceos, lo que permitió la observación de estímulos placenteros. En el procedimiento, tales receptores se bloqueron tanto en un ser humano como en una rata, a través de un fármaco determinado. Una vez que se bloquearon estos receptores, tanto la rata como el ser humano fueron expuestos a alimentos placenteros, pero en los dos casos los sujetos se mostraron dispuestos a comerlos.

## Tipos de conductas
Se han observado actividades sexuales durante temporadas no reproductivas en el reino animal. Los delfines y los macacos japoneses son dos de las muchas especies que tienen actividades sexuales que no conducen a la fertilización. En varias especies se expresan grandes variedades de monta no copulatoria. Los leones machos montan a otros machos, especialmente cuando buscan otra manada. Las variedades de monta incluyen la monta sin erecciones, la monta con erección pero sin penetración y la monta lateral.
Asimismo, también se encuentran expresiones de afecto en el reino animal. Los comportamientos de afecto no incluyen la penetración o el frotamiento genital, pero se consideran aun así una forma de comportamiento sexual. Una actividad de afecto puede ser tan simple como un lamido. Los leones machos son conocidos por frotarse la cabeza, los murciélagos se lamen unos a otros y las ovejas montesas se frotan los cuernos y las caras unas a otras. También hay evidencias de besos, tocamientos de narices, bocas y hocicos en elefantes africanos, morsas y cebras de montaña. Los primates también se dan besos, que son increíblemente similares a como lo hacen los seres humanos. Los chimpancés tienen pleno contacto boca a boca, mientras que los bonobos se besan con la boca abierta y se estimulan mutuamente con las lenguas. Hay una variedad de actos que muestran afecto, por ejemplo, elefantes africanos entrelazando sus trompas, jirafas que entrelazan sus cuellos y langures de Jánuman que se acurrucan sentándose entre las piernas de los otros.
La estimulación genital sin penetración es muy común a lo largo de todo el reino animal. Se han observado diferentes formas de estimulación genital individual y de pareja. El sexo oral se ha observado en todo el reino animal, desde delfines hasta primates. Se ha observado que los bonobos hacen una transición de simples demostraciones de afecto a estimulación genital sin penetración. Los animales hacen sexo oral lamiendo, chupando o frotando con la nariz los genitales de su pareja. Otra forma de estimulación genital es la masturbación. La masturbación es una práctica muy extendida entre los mamíferos tanto para machos como para hembras. Es menos común en las aves. Existen varias maneras en las que los animales se masturban, usando patas, pies, aletas, colas y, en ocasiones, usando objetos como palos, guijarros u hojas.La masturbación ocurre con mayor frecuencia en especies de primates con testículos grandes en relación con el tamaño de sus cuerpos.

### Penetración anal
La penetración anal con el pene (tanto en díadas heterosexuales como homosexuales masculinas) se ha observado en algunas especies de primates. Existen registros de penetración anal homosexual masculina en especies de primates del Viejo Mundo, incluyendo gorilas, orangutanes y algunos miembros del género Macaca (específicamente, macacos rabones, rhesus y macacos japoneses). También se ha registrado en al menos dos especies de primates del Nuevo Mundo, el mono ardilla y el mono araña. Morris (1970) describió también una díada heterosexual de orangutanes en la que toda penetración era anal. Sin embargo, la práctica podría haber sido consecuencia de una crianza homosexual, en tanto el macho en esta díada había tenido una extensa experiencia de sexo homosexual.
Asimismo se ha reportado un caso de penetración anal homosexual masculina con el dedo entre orangutanes, y Bruce Bagemihl menciona esto como una de las prácticas homosexuales registradas al menos una vez entre chimpancés machos.

### Autoerotismo o masturbación

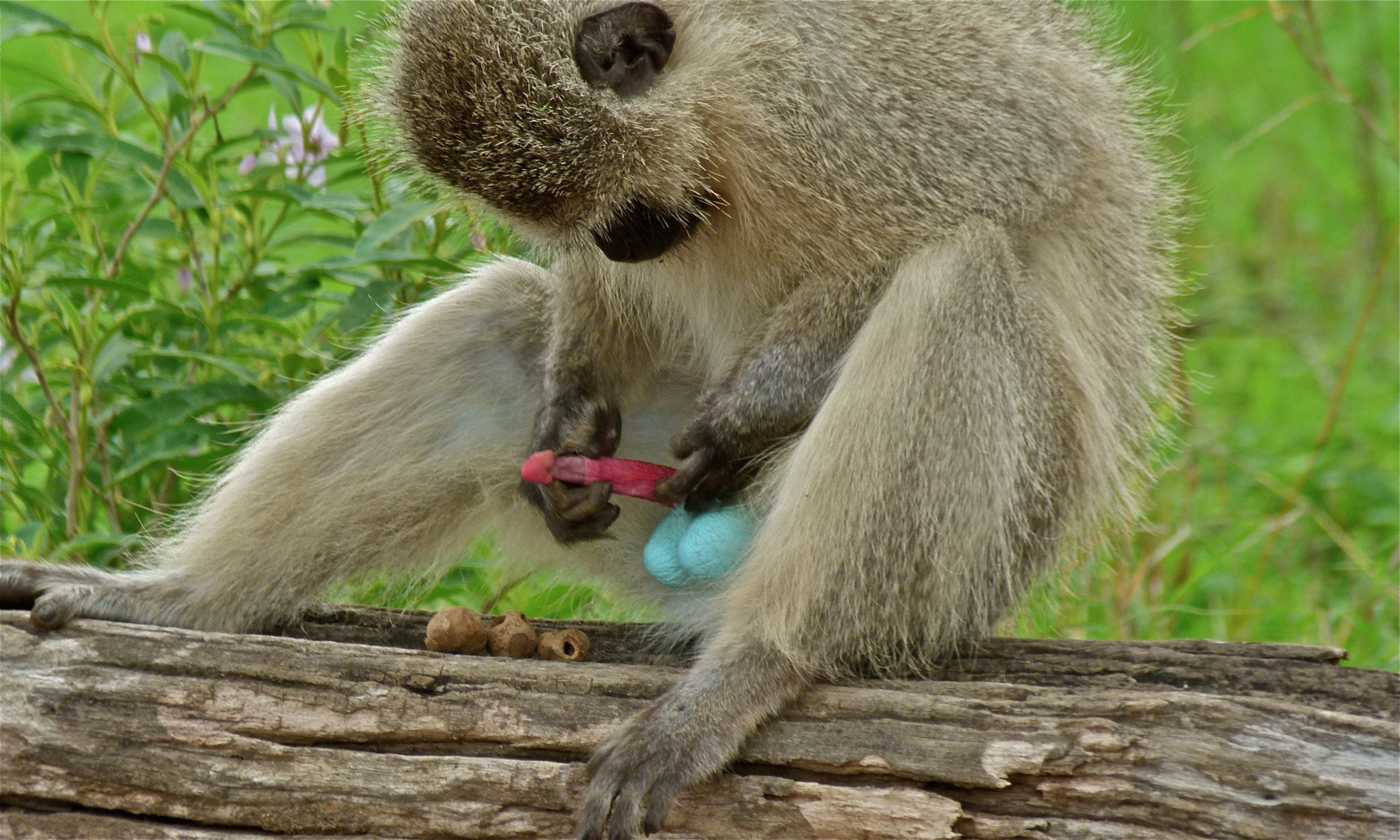
Cercopiteco verde

Parece que muchos animales, tanto machos como hembras, se masturban, ocurriendo tanto cuando hay parejas disponibles como cuando no es este el caso. Por ejemplo, se ha observado en gatos, perros, ciervos machos, rinocerontes, jabalíes y monos machos.

Una revisión hecha por la Escuela de Medicina Veterinaria de la Universidad de Pensilvania señala que:
[El] comportamiento que es conocido en la industria de cría de caballos como masturbación ... incluye erecciones periódicas y movimientos del pene normales. Se entiende ahora a este comportamiento, a partir tanto de los estudios de campo descriptivos citados anteriormente como del extenso estudio de caballos domésticos, como un comportamiento normal y frecuente entre machos equinos. Intentar inhibir o castigar la masturbación, por ejemplo, atando un cepillo al área de la parte inferior del flanco donde el pene roza con esta área, una práctica que es aún común entre cuidadores de caballos a nivel regional en todo el mundo, lleva a menudo a un aumento en la masturbación y a alteraciones en el comportamiento reproductivo normal.
La castración no evita la masturbación, como puede observarse en caballos capones. La masturbación es común tanto en yeguas como en sementales, antes y después de la pubertad.

El sexólogo Havelock Ellis en sus Estudios sobre la Psicología del Sexo (1927) mencionó a toros, cabras, ovejas, camellos y elefantes como especies conocidas por practicar el autoerotismo, añadiendo a la lista algunas otras especies:
Me informa un caballero que es autoridad reconocida en cabras, que a veces éstas se llevan el pene a la boca y producen un orgasmo real, practicando pues la auto-felación. En cuanto a los hurones ... «si la hembra, cuando está en celo, no puede conseguir un macho, languidece y enferma. Si se introduce un guijarro liso en la madriguera, se masturbará contra él, preservando así su salud normal por una temporada. Sin embargo, si este sustituto artificial se le da una segunda temporada, no se contentará con ello, como antes».... Blumenbach observó a un oso actuar de manera algo similar al ver a otros osos copular, y se ha visto a hienas, según Ploss y Bartels, practicando masturbación mutua, lamiéndose los genitales unas a otras.
El biólogo y lingüista Bruce Bagemihl arguye en su libro de 1999, Biological exuberance, que:
El autoerotismo también ocurre ampliamente entre animales, machos y hembras. Se emplean una variedad de técnicas creativas, que incluyen la estimulación genital con la mano o la pata delantera (primates, leones), el pie (murciélagos vampiros, primates), aleta (morsas) o cola (babuinos de sabana), en ocasiones acompañados de estimulación de los pezones (macacos rhesus, bonobos); auto-felación o lamer, chupar y o acariciar con el hocico el propio pene por parte de un macho (chimpancés comunes, bonobos de sabana, cercopitecos verdes, monos ardilla, carneros de Dall, barales, arruís, cobayas enanos); estimulación del pene golpeándolo o frotándolo contra el vientre o en su propia vaina del pene (venado de cola blanca y ciervo mulo, cebras y takhi o caballo mongol); eyaculaciones espontáneas (ovejas de montaña, jabalíes, hienas manchadas); y estimulación de los genitales utilizando objetos inanimados (que se observa en varios primates y cetáceos).
Muchas aves se masturban montando y copulando con matas de hierba, hojas o montículos de tierra, y algunos mamíferos como primates y delfines también frotan sus genitales contra el suelo u otras superficies para estimularse.
El autoerotismo en hembras mamíferas, así como la cópula heterosexual y homosexual (especialmente en primates), a menudo implica la estimulación directa o indirecta del clítoris... Este órgano está presente en las hembras de todas las especies de mamíferos y varios otros grupos de animales.

y que:
Simios y monos usan una variedad de objetos para masturbarse e incluso crean deliberadamente implementos para la estimulación sexual ... a menudo de maneras muy creativas.
David J. Linden, profesor de neurociencia en la Universidad Johns Hopkins, señala que:
... acaso la forma más creativa de masturbación animal sea la del delfín nariz de botella macho, al que se ha observado envolviendo una anguila viva y retorciéndose alrededor de su pene.
Entre elefantes, comportamientos homosexuales entre hembras se han documentado solo en cautiverio, donde se sabe que se masturban una a la otra con la trompa.

### Sexo oral
Existe evidencia documentada de que animales de varias especies practican tanto la autofelación como el sexo oral. Si bien es fácil confundir los dos comportamientos, la autofelación y el sexo oral son comportamientos separados sexualmente orientados, distintos del acicalamiento no sexual o la investigación de olores.
La auto-felación o el sexo oral en otras especies animales está documentada en arañas (araña de corteza de Darwin y araña viuda), osos pardos, macacos de cola de muñón, macacos tibetanos, lobos, cabras, primates, hienas, murciélagos, ardillas terrestres y ovejas (ver la sección Masturbación para más detalles).
En el murciélago de la fruta de nariz corta, la cópula de los machos es dorsoventral y las hembras lamen el eje o la base del pene del macho, pero no el glande, que ya ha penetrado en la vagina. Mientras las hembras hacen esto, el pene no se retira y la investigación ha demostrado una relación positiva entre el tiempo que se lame el pene y la duración de la cópula. También se ha observado acicalamiento genital posterior a la cópula.

### Comportamiento homosexual

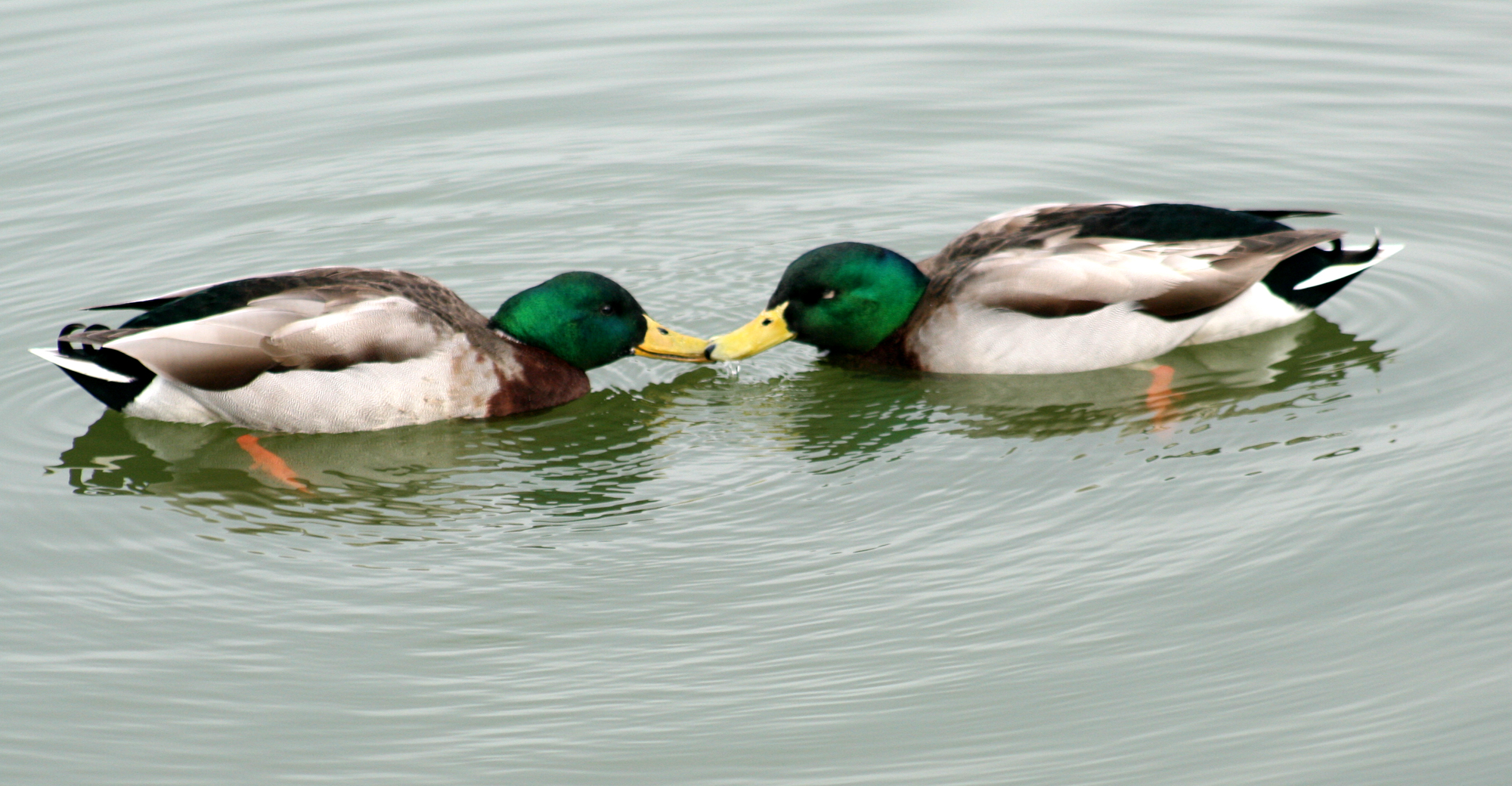
Dos machos de ánade real, Anas platyrhynchos. Los ánades reales tienen tasas de actividad sexual macho-macho que son inusualmente altas para las aves, en algunos casos, hasta el 19% de todas las parejas en una población.

La presencia de comportamientos homosexuales no se reportó científicamente a gran escala hasta tiempos recientes. La conducta homosexual ciertamente ocurre en el reino animal aparte de los seres humanos, especialmente en especies sociales, en particular en aves y mamíferos marinos, monos y grandes simios. A partir de 1999, la literatura científica ha reportado comportamiento homosexual en al menos 471 especies salvajes. Organizadores de ¿Contra la Naturaleza?, una exhibición del Museo de Historia Natural de la Universidad de Oslo, declararon que «homosexualidad se ha observado entre 1.500 especies, y que en 500 de ellas está bien documentada».
Para darle la vuelta al enfoque: no se ha encontrado ninguna especie en la que no se haya demostrado que exista comportamiento homosexual, con la excepción de especies que nunca tienen relaciones sexuales en lo absoluto, como los erizos de mar o los aphis. Más aún, una parte del reino animal es hermafrodita, verdaderamente bisexual. Para ellos, la homosexualidad no es problema.
El comportamiento homosexual existe a lo largo de un espectro, y puede o no incluir penetración. Aparte de la actividad sexual, el término puede referirse a la creación de vínculos afectivos homosexuales entre pares, a la paternidad homosexual y a actos de afecto homosexuales. Practicar un comportamiento homosexual puede permitir que las especies obtengan beneficios tales como acumular práctica, aliviar la tensión o experimentar placer. La profesora Janet Mann, de la Universidad de Georgetown, ha teorizado específicamente que el comportamiento homosexual, al menos entre los delfines, constituye una ventaja evolutiva que minimiza la agresión intraespecífica, particularmente entre machos.
«Los humanos han creado el mito que la sexualidad puede ser justificada solamente por la reproducción, lo que por definición la limita al sexo hetero», afirmó Michael Bronski, autor del libro The Pleasure Principle: Culture, Backlash, and the Struggle for Gay Freedom.  «Pero he aquí una sociedad animal que usa la homosexualidad para mejorar su vida social».
Tras estudiar bonobos para su libro Bonobo: The Forgotten Ape, el primatólogo Frans de Waal, profesor de psicología en la Universidad de Emory en Atlanta, ha afirmado que tales expresiones de intimidad son consistentes con la conducta homosexual de a quienes llama «los campeones eróticos del mundo». «Con el mismo sexo, con el sexo opuesto—a los bonobos les encantan los juegos sexuales», dijo de Waal en una entrevista. «Tienen tanto sexo que se vuelve aburrido».

Comportamientos homosexuales aparecen entre 6 y 10% de carneros (ovejas) y se asocia con variaciones en la distribución de la masa cerebral y en actividad química.
Aproximadamente el ocho por ciento de carneros exhiben preferencias sexuales [esto es, incluso cuando se les da una opción] por parejas masculinas (carneros orientados hacia machos) en contraste con la mayoría de carneros, que prefieren parejas femeninas (carneros orientados hacia las hembras). Identificamos un grupo de células dentro del área preóptica medial/hipotálamo anterior de ovejas adultas agrupadas por edad que era significativamente más grande en carneros adultos que en ovejas hembras...
Asimismo, los borregos cimarrones machos pueden dividirse en dos tipos: los machos típicos entre los que comportamientos homosexuales, incluyendo relaciones sexuales, son comunes, y «ovejas afeminadas» o «travestis conductuales», de los que no existe evidencia sobree si participan en comportamientos homosexuales.
Se ha observado cópula entre machos en pingüinos en cautiverio, así como se ha observado comportamiento homosexual entre murciélagos, en particular, murciélagos frugívoros.

#### Vínculos afectivos homosexuales y crianza
Vínculos afectivos homosexuales entre pares pueden establecerse de varias maneras; dos de las principales son la vinculación como parejas o como compañeros. Como parejas, ambos animales tienen actividades sexuales entre ellos. En la vinculación como compañeros, la actividad sexual no es necesaria en la relación. Esta forma de homosexualidad es más una forma de compañía y amistad, en la que ambos animales pasan todo el tiempo juntos. Más de 70 especies de aves han demostrado tener estos dos tipos de vínculos.
La paternidad homosexual (a veces denominada crianza cooperativa) ocurre en una amplia variedad de especies en el reino animal. La paternidad homosexual puede ocurrir de maneras distintas, una de las más comunes es que dos hembras (típicamente parientes) se unan para ayudarse mutuamente a criar a sus hijos. Un ejemplo de esto son las poblaciones de ratones de pradera, cuya temporada reproductiva alta es el verano. Entre el invierno y la primavera, sin embargo, ocurre una división entre las poblaciones de ratones de pradera machos y hembras. Prefieren la anidación comunal (gracias a los beneficios en términos de termorregulación ) y, por lo tanto, en invierno y primavera, las hembras de comúnmente no solo anidan con otra hembra, sino que también amamantan a sus crías en conjunto. Se cree que este tipo de crianza comunitaria y vínculos entre individuos del mismo sexo entre los ratones de campo beneficia a las crías, aumentando sus tasas de crecimiento y supervivencia.
La paternidad homosexual se observa particularmente entre ciertas especies de aves, siendo uno de los ejemplos más famosos el de los albatros de Laysan. Es muy poco común en diferentes especies que individuos no parientes del mismo sexo críen su descendencia en conjunto, pero las parejas entre hembras en poblaciones de albatros de Laysan constituyen una de las excepciones. Tal emparejamiento y cooperación mutua en la crianza de los polluelos entre aves del mismo sexo ocurre a menudo en las poblaciones de albatros que tienen proporciones desiguales de sexos (y un mayor excedente general de hembras). Asimismo, los albatros de Laysan son conocidos por ser monógamos, y tal tendencia permite de hecho que persista la paternidad homosexual.

#### Frotamientos genitales-genitales
El frotamiento genitales-genitales, o frotamiento GG, entre animales no humanos es un tipo de actividad sexual en la que un animal frota sus genitales contra los de otro animal. Los primatólogos utilizan con frecuencia el término frotamiento GG para describir este tipo de intimidad sexual entre bonobos hembras adultas, y se afirma que es «el patrón sexual más típico del bonobo, indocumentado en cualquier otro primate». El término se usa ocasionalmente en referencia al frotamiento GG entre bonobos machos, bajo el término «esgrima de penes», que es la forma no humana del frot, que ocurre machos humanos. De acuerdo con diversos teóricos evolutivos, tal comportamiento entre machos posiblemente haya existido desde antes de la separación de los homínidos entre humanos y bonobos, y puede o no haber ocurrido en la actividad homosexual de estas dos especies relacionadas genéticamente.
El frotamiento genital se ha observado una vez entre orangutanes machos y varias veces en un pequeño grupo de gibones de manos blancas, donde dos machos empujan sus genitales uno contra los del otro, resultando a veces en la eyaculación de uno de los dos. Se ha observado asimismo entre manatíes, junto con «besos», y es común también entre mamíferos homosexualmente activos.

### Sexo entre especies

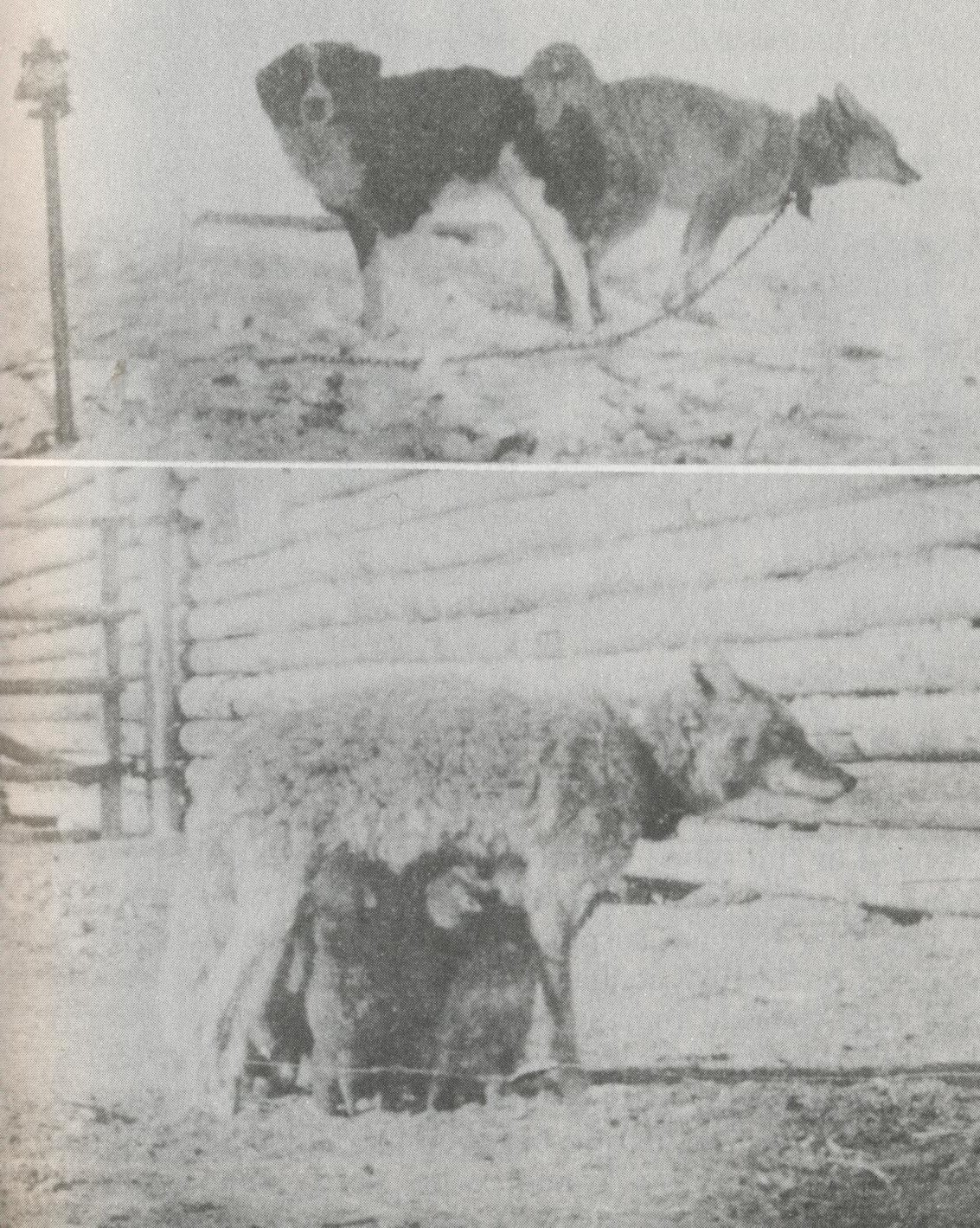
Un perro apareándose con un coyote para producir un híbrido perro-coyote.

Algunos animales se aparean de manera oportunista con individuos de otras especies. Esto se ha observado más comúnmente en especies domesticadas y animales en cautiverio, posiblemente debido a que el cautiverio se asocia con una disminución de la agresión y un aumento de la receptividad sexual. Con todo, se ha observado también que animales salvajes intentan tener actividad sexual con individuos de otras especies. Esto se ha documentado principalmente entre especies que pertenecen al mismo género, si bien a veces ocurre entre especies de taxones distantes. Alfred Kinsey cita reportes de actividad sexual de una eland hembra con un avestruz, de un perro con una gallina, de un mono con una serpiente y de una chimpancé con un gato.
Una revisión de la literatura publicada en 2008 encontró 44 pares de especies en los que se ha observado intentos de apareamiento interespecífico y 46 pares de especies en los que tales apareamientos se completaron, sin contar casos que habían resultado en hibridación. La mayoría de estos casos se obtuvieron a partir de experimentos de laboratorio, pero también se han realizado observaciones de campo. Este tipo de apareamiento puede resultar en pérdida de aptitud debido a la pérdida de tiempo, energía y nutrientes.
Se han observado a nutrias marinas macho copulando a la fuerza con focas, y a focas machos copulando a la fuerza con pingüinos. El comportamiento sexual interespecífico también se ha observado en leones marinos. Los saltamontes machos de la especie Tetrix ceperoi a menudo montan otras especies de cualquier sexo e incluso moscas, si bien son normalmente repelidos por las hembras más grandes. Los machos de la especie de ácaro araña Panonychus citri copulan con las hembras de la especie Panonychus mori casi tan a menudo como con las de su propia especie, si bien esto no da como resultado la reproducción.
Se ha observado a macacos japoneses intentando aparearse con ciervos sica.

### Sexo con menores
Los armiños (Mustela erminea) machos a veces se aparean con hembras menores de su especie. Esto es parte natural de su biología reproductiva, en tanto las hembras tienen un período de gestación diferida, de manera que dan a luz al año siguiente cuando están completamente desarrolladas.
En una observación documentada, una hiena moteada macho intentó aparearse con una hiena hembra, pero ésta logró ahuyentarlo. Eventualmente, el macho se volvió hacia el cachorro de diez meses de la hembra, montando y eyaculando repetidamente sobre él. El cachorro de hiena a veces ignoraba esto y a veces luchaba «ligeramente como si estuviera jugando», mientras que la madre no intervino.
Este comportamiento parece ser común en los pingüinos de Adelia.
Entre los insectos, ha habido reportes de hembras inmaduras que han sido copuladas a la fuerza.
Se han documentado casos de jóvenes chimpancés machos montando y copulando con chimpancés inmaduros. Los menores en las sociedades bonobo a menudo son involucrados en comportamientos sexuales. Se han reportado casos de bonobos machos inmaduros iniciando juegos genitales con bonobos hembras tanto adolescentes como maduras. Contacto similar a la cópula entre bonobos machos inmaduros y hembras maduras aumenta con la edad y continúa hasta que el bonobo macho alcanza la edad juvenil. En contraste, los gorilas adultos no muestran interés sexual alguno en miembros jóvenes o infantiles de su especie. Los primates suelen tener relaciones sexuales a la vista de menores, juveniles y miembros más jóvenes de su especie.

### Necrofilia

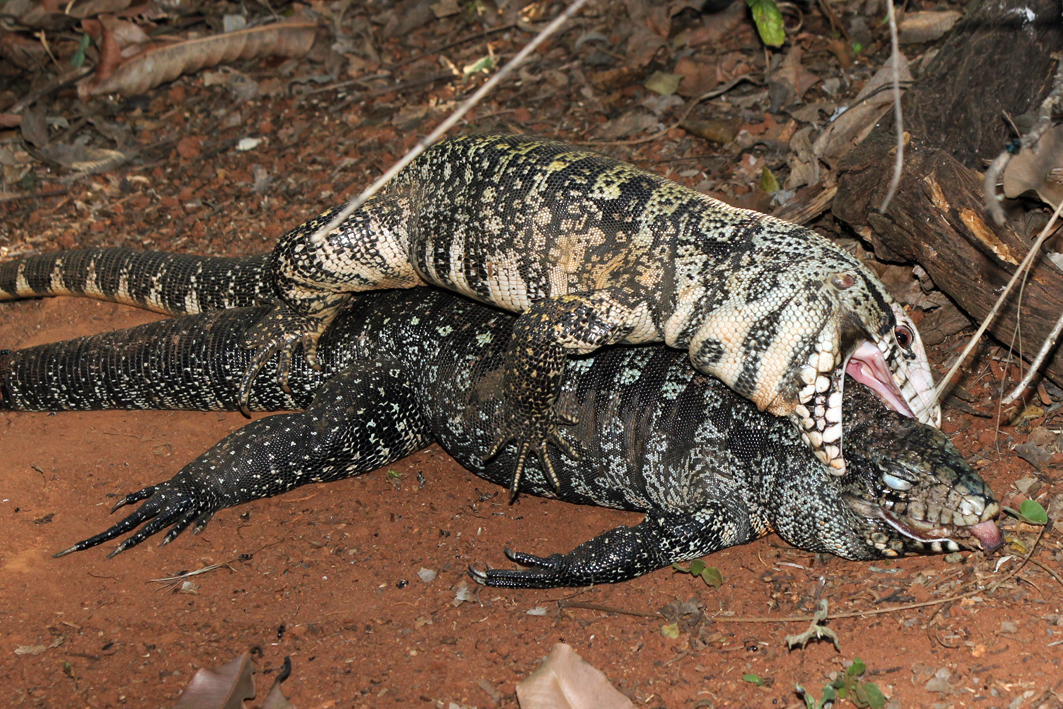
Un lagarto overo montando a una hembra muerta desde hace dos días e intentando aparearse. Foto de Iván Sazima.

La necrofilia describe el caso en que un animal practica un acto sexual con un animal muerto. Se ha observado en mamíferos, aves, reptiles y ranas. Ocurre a veces en los pingüinos de Adelia. Hay reportes de necrofilia homosexual entre dos ánades reales machos. Se creía que un pato perseguía a otro con el objetivo de violarlo (un aspecto común del comportamiento sexual de los patos) cuando el segundo pato chocó contra una ventana, muriendo en el acto. El observador, Kees Moeliker, sugirió que «cuando uno murió, el otro simplemente fue a por ello sin recibir ninguna retroalimentación negativa, bueno, sin recibir ninguna retroalimentación». Este estudio de caso le valió a Moeliker un premio Ig Nobel en biología, por investigaciones que no pueden ni deben reproducirse.